# Lyces attenuata
Lyces attenuata là một loài bướm đêm thuộc họ Notodontidae. Nó chỉ được biết được từ mẫu thu thập bởi Fassl năm 1907-1908 ở phía tây Colombia.